# Breitenbach (Leinefelde-Worbis)
Breitenbach ist ein Stadtteil von Leinefelde-Worbis im Landkreis Eichsfeld in Thüringen.

## Lage
Der Ort Breitenbach befindet sich etwa halbwegs zwischen den Kernstädten Leinefelde und Worbis
am Nordrand des Dün. Durch den Ort verläuft die Bundesstraße 80 / Bundesstraße 247.

## Geschichte

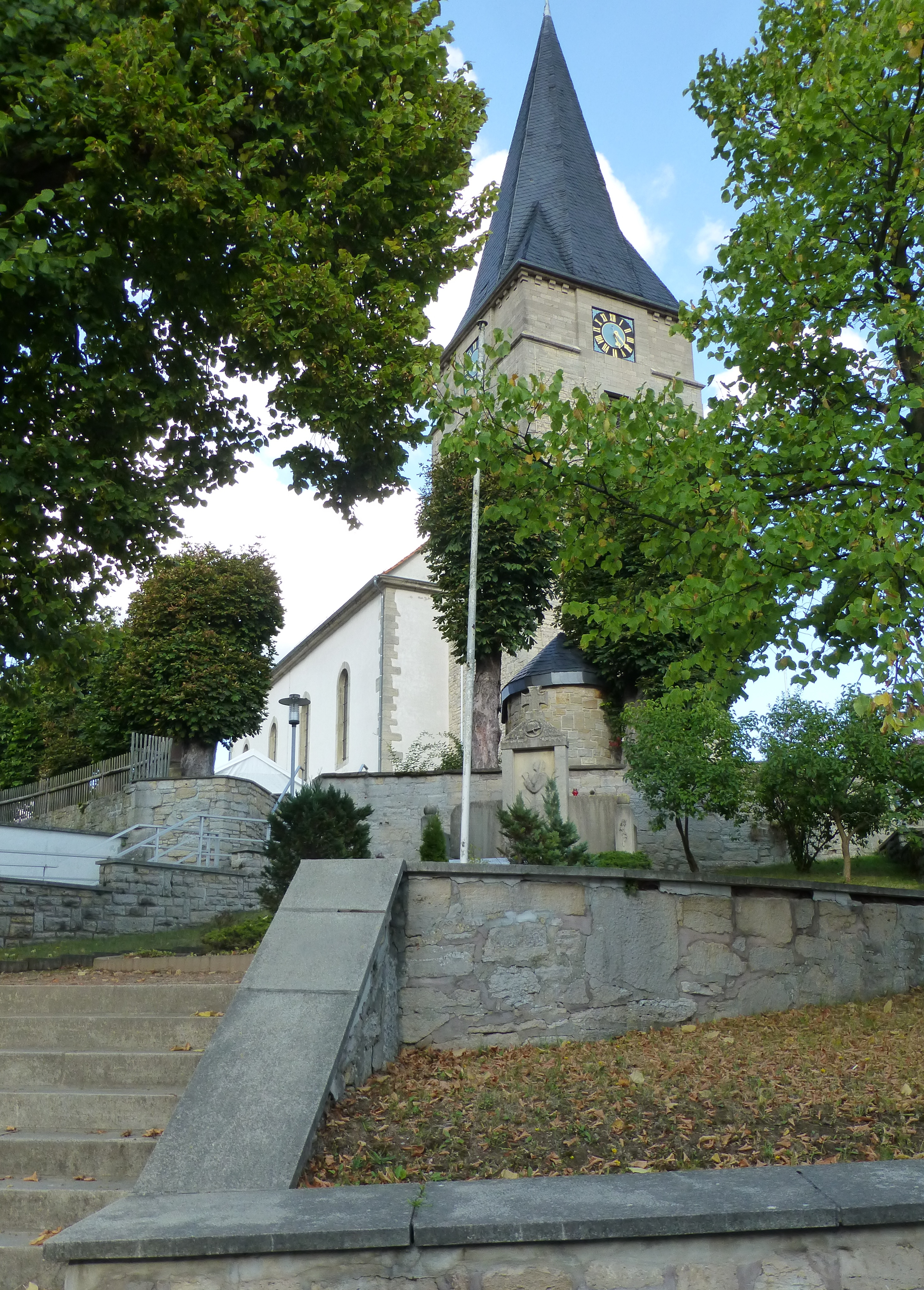
Kirche in Breitenbach

Breitenbach wurde 1227 erstmals urkundlich erwähnt in einen Landtausch mit Leinefelde. 1373 kam Breitenbach durch einen Ankauf unter Adolf von Nassau zum Mainzer Erzbistum. Viele Einwohner von Breitenbach waren als Handlungsreisende und Weber bekannt. Eine Spezialität des Dorfes sind die als „Füßlinge“ bekannten Hausschuhe.
Breitenbach war 1681–1682 von Hexenverfolgung betroffen. Zwei Frauen gerieten in Hexenprozesse und wurden lebendig verbrannt.
Während des Zweiten Weltkrieges trafen fünf Zwangsarbeiter ein. 1943 wurden sieben Männer und Frauen registriert. Sie mussten bei der Forstverwaltung Zehnsberg arbeiten.
1991 war Breitenbach eine Gründungsgemeinde der Verwaltungsgemeinschaft „Am Ohmgebirge“ Worbis. Am 16. März 2004 erfolgte die Eingemeindung in die neu entstandene Doppelstadt Leinefelde-Worbis.
Der Ortsteilbürgermeister von Breitenbach ist Christian Hänsel-Hunold (FW-EIC).

## Kultur und Sehenswürdigkeiten
- Römisch-katholische Kirche St. Margaretha

## Verkehr

### Straße
Durch Breitenbach verliefen früher die B 247 und die B 80. Heute ist die B 80 durch die nahe Bundesautobahn 38 ersetzt und die B 247 auf eine Ortsumfahrung gelegt worden. Im Ort verlaufen jetzt noch die L 3080 und die L 2018.

### Schiene
Der Bahnhaltepunkt Breitenbach (Eichsfeld) lag an der inzwischen stillgelegten Untereichsfeldbahn von Wulften über Duderstadt, Teistungen und Worbis nach Leinefelde.